# Copelatus javanus
Copelatus javanus är en skalbaggsart som beskrevs av Régimbart 1883. Copelatus javanus ingår i släktet Copelatus och familjen dykare. Inga underarter finns listade i Catalogue of Life.